# Furca (Biologie)

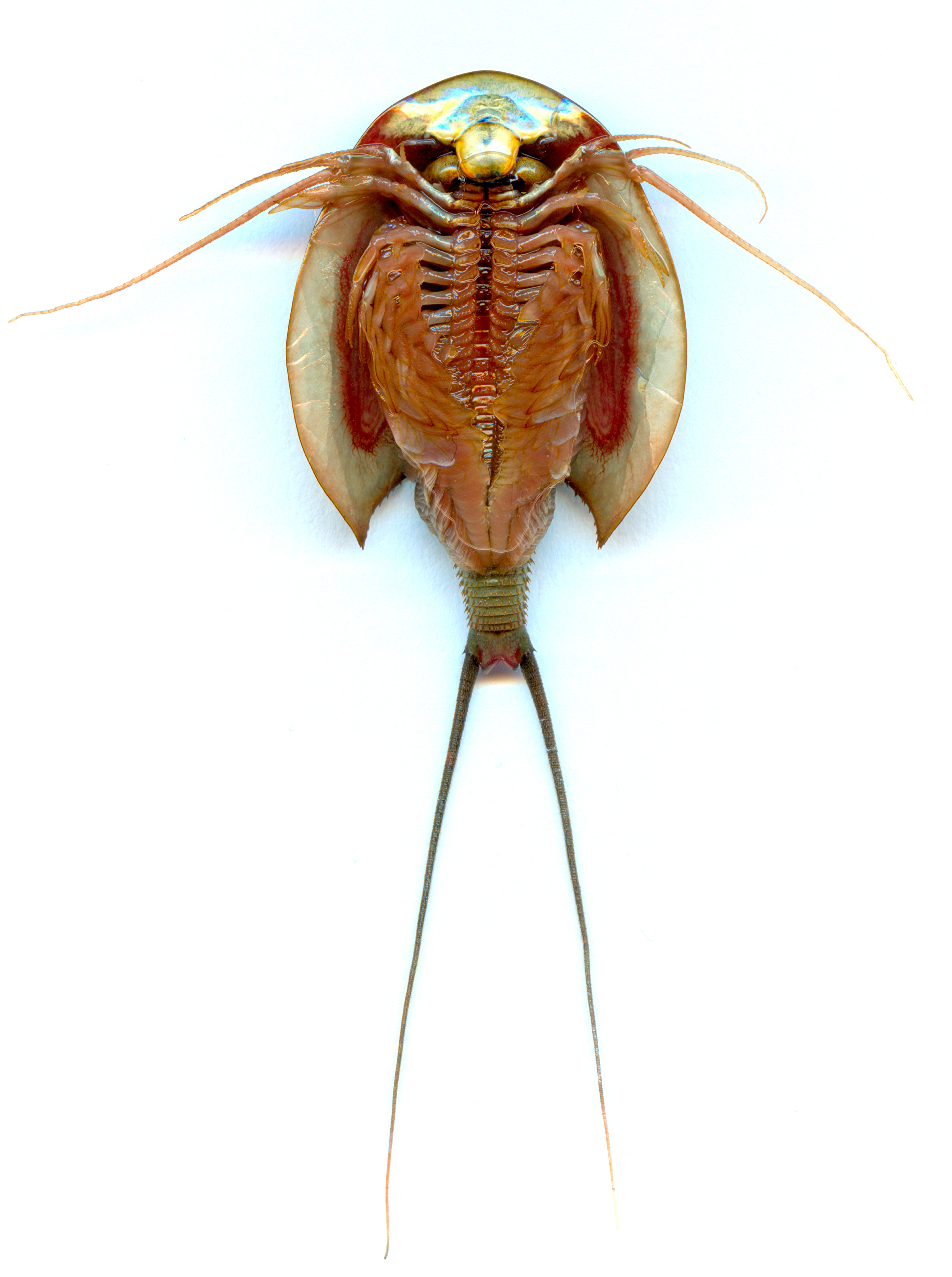
Bei Triops longicaudatus waren die besonders langen Schwanzfäden der Furca das namengebende Merkmal

Die Furca (lat. für zweizinkige Gabel, Pl.: Furcae) ist bei den Krebstieren ein aus zwei paarigen Ästen bestehender, in der Regel gelenkig abgesetzter und dadurch beweglicher Fortsatz des Telsons, also des letzten nicht-segmentalen Körperabschnitts des Hinterleibs (Pleon). Die beiden Äste werden Furcaläste, Rami (Einzahl: Ramus), Cerci (Einzahl: Cercus) oder Cercopoden genannt. Die Extremitäten des letzten Abdominalsegments, Uropoden genannt, können mt dem plattigen Telson zusammen einen Schwanzfächer bilden; an dieser Bildung ist aber nie eine Furca beteiligt.
Die Furca gehört nicht zu den echten Extremitäten und stellt im Sinne der stammesgeschichtlichen Entwicklung der Krebse ein ursprüngliches Merkmal dar. Die Furcaläste können stabartig oder abgeplattet sein, selten fadenförmig oder aus mehreren Abschnitten bestehend.
Beispiele für Krebse mit typischer Furca sind die Arten der Gattungen Triops und Lepidurus, „lebende Fossilien“ aus der Klasse der Kiemenfußkrebse (Branchiopoda). Bei den Höheren Krebsen (Malacostraca) kommt eine Furca vor bei den Brunnenkrebsen (Bathynellacea). Außerdem besitzen einige Gruppen in Entwicklungsstadien vor der Geschlechtsreife eine Furca, zum Beispiel Leptostraca (Phyllocarida); bei den Schwebegarnelen (Mysidacea) ist sie nur noch während der embryologischen Entwicklung erkennbar. Zur Funktion der Furca ist nicht viel bekannt. Bei den Cephalocarida und den Brunnenkrebsen dient sie als Putzeinrichtung.
Die – anatomisch analoge, nicht homologe – Sprunggabel der Springschwänze wird ebenfalls als Furca (manchmal auch:  Furcula) bezeichnet.
Furca wird darüber hinaus bei Insekten ein nach innen gestülpter Chitinfortsatz des Meso- und Metathorakalsternums genannt. Dieser dient als Ansatz für Bein- und Flugmuskeln.